# Mahbub ul Haq
Mahbub ul Haq (22 de febrero de 1934 - 16 de julio de 1998) fue un influyente economista pakistaní.
Fue uno de los fundadores de las teorías de desarrollo humano. Estudió economía en la Punjab University y en la Universidad de Cambridge donde conoció y formó una amistad con el economista Amartya Sen. Recibió su doctorado de la Universidad de Yale y más tarde trabajó como investigador en un postdoctorado en la Harvard Kennedy School. 
Ideó el Índice de Desarrollo Humano (IDH), usado desde 1990 por el PNUD (Programa de las Naciones Unidas para el Desarrollo) en su informe anual. Este índice se ha convertido en el indicador estándar para los estudios de desarrollo y bienestar entre países. 
También trabajó como Director de Planificación en el Banco Mundial (1970-1982) y dirigió el Ministerio de Finanzas de Pakistán, como Ministro de Planificación y Finanzas (1982-1984).
Además, fundó el Human Development Centre (Centro para el Desarrollo Humano), en Pakistán, en 1996.